# サクシ
『サクシ』（タガログ語: SAKSI）は、1995年10月2日からフィリピンのGMAネットワークで放送されている報道番組。これは、ネットワーク上で最も長く続いているニュースプログラムである。

## 出演者
- アーノルド・クラビオ（2004〜現在）
- ピア・アルカンヘル（2014〜現在）